# André Normandin
André Normandin (7 janvier 1975 à Granby - ) est un acteur, réalisateur et metteur en scène québécois.
Il a ouvert sa première compagnie de théâtre (l'Aller-Retour) à l'âge de 14 ans, puis Productions ACV en 2004 qui est devenu Productions ACV Coop depuis juillet 2009.

## Parcours de carrière
- Récipiendaire du prix national de dessin de la Caisse populaire Desjardins pour le premier cycle à l'âge de 6 ans
- Nommé "M. Activité-Jeunesse" de Granby à 12 ans
- Finaliste en 1993
- Animateur en 1994 du Gala "Personnalité Jeunesse" de Granby
- Finissant en "Professional theatre acting" de l'école de théâtre John Abbott College en  1999
- Tournées de théâtre au Québec, entre autres avec la pièce Vue sur mer avec requins et ballerine de Don Nigro dont il signait également la mise en scène
- Apparitions à la télévision et au cinéma
- En 1990, participation au Festival d'Avignon, il y joua dans la pièce La Course folle alors qu'il n'avait que 15 ans.

## Quelques-uns de ses rôles marquants

### au théâtre
- Ben dans Vue sur mer avec requins et ballerine présenté à Granby, Montréal et Sherbrooke
- Le marquis dans La Critique de l'École des femmes de Molière, pour lequel il remporta le prix du meilleur acteur de soutien lors du festival Théâtre '92
- Tim dans SubUrbia d'Eric Bogosian
- Max dans Histoires de banc de Sylvain Girard (présenté au Monument national de Montréal).

### Au cinéma
- Sam dans le court métrage Camshot de Nicolas Gauthier, qui a remporté le prix du public ainsi qu'une mention spéciale des juges lors d'un festival de courts métrages à Montréal.

### À la télévision
Rôles  dans Destinées, Annie et ses hommes et Toute la vérité, émissions sur les ondes de TVA, et dans Musée Éden et Les Bougon à Radio-Canada qu'on a pu le voir.
Il était également l'homme abusé pour la campagne web 2010 contre les agressions sexuelles du Ministère de la Culture, des Communications et de la Condition Féminine du Québec, et également le mari dans le concept publicitaire Toute, toute de Gagnant à vie, de Loto-Québec, réalisé par Ricardo Trogi.